# 中庄村 (彰化縣)
中庄村，是臺灣彰化縣花壇鄉所轄的18個村之一，位在花壇鄉南邊。面積1.84平方公里、2953人。與橋頭村、三春村、長春村、金墩村及大村鄉大橋村、平和村相鄰。

## 村名由來[1]
因介於東方三家春與西北番仔墩二大聚落之間的一大集村，因此得名。

## 歷史沿革[1]
- 中庄村於清領時隸屬燕霧上堡茄苳腳庄。
- 明治35年（1902年）時，改彰化廳燕霧上堡茄苳腳庄。
- 明治42年（1909年）改彰化支廳茄苳腳區茄苳腳庄。
- 至大正9年（1920年）則隨行政區調整，隸屬彰化郡花壇庄花壇大字。
- 二次大戰結束（1945年）後，國民政府接收臺灣，以原先花壇大字的中庄小字範圍設為中庄村。

## 旅遊
- 福安宮
- 彰化縣花壇鄉華南國民小學
- 花壇鄉宜進實業有限公司